# Santa María Cahabón
Cahabón es un municipio ubicado en el departamento de Alta Verapaz en la República de Guatemala; se encuentra al norte del país. El nombre del municipio se debe al nombre del río Cahabón. En el municipio se producen maderas preciosas como caoba y cedro. Las fiestas patronales se celebran del 1 al 8 de septiembre.
Tras la Capitulaciones de Tezulutlán —que fueron la conquista pacífica de la Verapaz— los frailes dominicos establecieron doctrinas y conventos en la región y Cahabán fue una doctrina de ese convento.  En 1754, los dominicos tuvieron que entregar sus reducciones al clero secular y las doctrinas se convirtieron en curatos, quedando así hasta la Independencia de Centroamérica.
Después de la Independencia, Cahabón fue uno de los municipios originales del Estado de Guatemala en 1825, ubicado en el departamento de Verapaz cuya cabecera era Cobán.  La constitución del Estado de Guatemala también estableció los circuitos para la administración de justicia y menciona que el poblado de Cahabón —llamado entonces Cajavon— era parte del Circuito del mismo nombre en el Distrito N.º 5 (Verapaz).
En 1970 fue incorporado a la Franja Transversal del Norte por el gobierno de Carlos Arana Osorio.

## Geografía física

### Clima
La cabecera municipal de Cahabón tiene clima tropical (Clasificación de Köppen: Af).
| Parámetros climáticos promedio de Cahabón | Parámetros climáticos promedio de Cahabón | Parámetros climáticos promedio de Cahabón | Parámetros climáticos promedio de Cahabón | Parámetros climáticos promedio de Cahabón | Parámetros climáticos promedio de Cahabón | Parámetros climáticos promedio de Cahabón | Parámetros climáticos promedio de Cahabón | Parámetros climáticos promedio de Cahabón | Parámetros climáticos promedio de Cahabón | Parámetros climáticos promedio de Cahabón | Parámetros climáticos promedio de Cahabón | Parámetros climáticos promedio de Cahabón | Parámetros climáticos promedio de Cahabón |
| Mes                                       | Ene.                                      | Feb.                                      | Mar.                                      | Abr.                                      | May.                                      | Jun.                                      | Jul.                                      | Ago.                                      | Sep.                                      | Oct.                                      | Nov.                                      | Dic.                                      | Anual                                     |
| ----------------------------------------- | ----------------------------------------- | ----------------------------------------- | ----------------------------------------- | ----------------------------------------- | ----------------------------------------- | ----------------------------------------- | ----------------------------------------- | ----------------------------------------- | ----------------------------------------- | ----------------------------------------- | ----------------------------------------- | ----------------------------------------- | ----------------------------------------- |
| Temp. máx. media (°C)                     | 27.4                                      | 29.3                                      | 30.7                                      | 32.2                                      | 32.1                                      | 32.1                                      | 30.7                                      | 31.0                                      | 31.0                                      | 30.1                                      | 28.5                                      | 27.7                                      | 30.2                                      |
| Temp. media (°C)                          | 23.4                                      | 24.2                                      | 25.7                                      | 26.8                                      | 27.3                                      | 27.5                                      | 26.7                                      | 26.7                                      | 26.7                                      | 26.0                                      | 24.6                                      | 23.5                                      | 25.8                                      |
| Temp. mín. media (°C)                     | 19.4                                      | 19.2                                      | 20.7                                      | 21.5                                      | 22.5                                      | 22.9                                      | 22.7                                      | 22.5                                      | 22.4                                      | 22.0                                      | 20.8                                      | 19.4                                      | 21.3                                      |
| Precipitación total (mm)                  | 134                                       | 75                                        | 64                                        | 83                                        | 146                                       | 425                                       | 411                                       | 269                                       | 320                                       | 307                                       | 189                                       | 138                                       | 2561                                      |
| Fuente: Climate-Data.org                  |                                           |                                           |                                           |                                           |                                           |                                           |                                           |                                           |                                           |                                           |                                           |                                           |                                           |

### Ubicación geográfica
Cahabón está en el departamento de Alta Verapaz y sus colindancias son las siguientes:
- Norte: Fray Bartolomé de las Casas, municipio del departamento de Alta Verapaz
- Sur: Senahú, municipio del departamento de Alta Verapaz
- Este: El Estor, municipio del departamento de Izabal
- Oeste: San Pedro Carchá y Lanquín, municipios de Alta Verapaz[7]

|                                 | Norte: Fray Bartolomé de las Casas |                |
| Oeste: San Pedro Carchá Lanquín |                                    | Este: El Estor |
|                                 | Sur: Senahú                        |                |

## Gobierno municipal
Los municipios se encuentran regulados en diversas leyes de la República, que establecen su forma de organización, lo relativo a la conformación de sus órganos administrativos y los tributos destinados para los mismos.  Aunque se trata de entidades autónomas, se encuentran sujetos a la legislación nacional y las principales leyes que los rigen desde 1985 son:
| N.º | Ley                                                | Descripción |
| --- | -------------------------------------------------- | --- |
| 1   | Constitución Política de la República de Guatemala | Tiene una regulación legal específica para los municipios en los artículos 253 al 262. |
| 2   | Ley Electoral y de Partidos Políticos              | Ley de carácter constitucional aplicable a los municipios en el tema de la conformación de sus autoridades electas. |
| 3   | Código Municipal                                   | Decreto 12-2002 del Congreso de la República de Guatemala. Tiene la categoría de ley ordinaria y contiene preceptos generales aplicables a todos los municipios, e inclusive contiene legislación referente a la creación de los municipios.             |
| 4   | Ley de Servicio Municipal                          | Decreto 1-87 del Congreso de la República de Guatemala. Regula las relaciones entra la municipalidad y los servidores públicos en materia laboral. Tiene su base constitucional en el artículo 262 de la constitución que ordena la emisión de la misma. |
| 5   | Ley General de Descentralización                   | Decreto 14-2002 del Congreso de la República de Guatemala. Regula el deber constitucional del Estado, y por ende del municipio, de promover y aplicar la descentralización y desconcentración económica y administrativa.                                |

El gobierno de los municipios está a cargo de un Concejo Municipal mientras que el código municipal —ley ordinaria que contiene disposiciones que se aplican a todos los municipios— establece que «el concejo municipal es el órgano colegiado superior de deliberación y de decisión de los asuntos municipales […] y tiene su sede en la circunscripción de la cabecera municipal»; el artículo 33 del mencionado código establece que «[le] corresponde con exclusividad al concejo municipal el ejercicio del gobierno del municipio».
El concejo municipal se integra con el alcalde, los síndicos y concejales, electos directamente por sufragio universal y secreto para un período de cuatro años, pudiendo ser reelectos.
Existen también las Alcaldías Auxiliares, los Comités Comunitarios de Desarrollo (COCODE), el Comité Municipal del Desarrollo (COMUDE), las asociaciones culturales y las comisiones de trabajo. Los alcaldes auxiliares son elegidos por las comunidades de acuerdo a sus principios y tradiciones, y se reúnen con el alcalde municipal el primer domingo de cada mes, mientras que los Comités Comunitarios de Desarrollo y el Comité Municipal de Desarrollo organizan y facilitan la participación de las comunidades priorizando necesidades y problemas.
Los alcaldes que ha habido en el municipio son:
- 2012-2016: Rubén Darío Rosales[10]
- 2016-2020: Mariano Caal[1]

## Historia

### Época colonial: doctrina de los dominicos

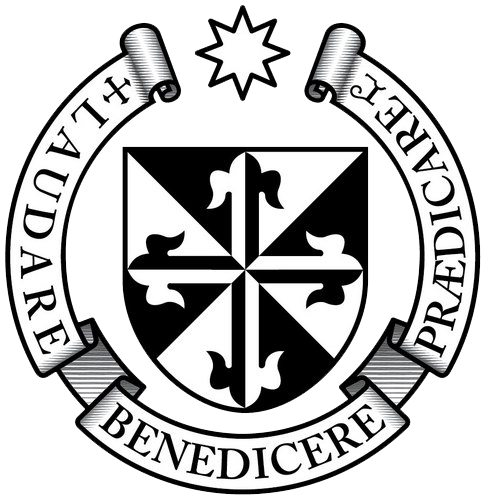
Escudo de la Orden de Predicadores.

La Corona española se enfocó en la catequización de los indígenas; las congregaciones fundadas por los misioneros reales en el Nuevo Mundo fueron llamadas «doctrinas de indios» o simplemente «doctrinas». Originalmente, los frailes tenían únicamente una misión temporal: enseñarle la fe católica a los indígenas, para luego dar paso a parroquias seculares como las establecidas en España; con este fin, los frailes debían haber enseñado los evangelios y el idioma español a los nativos. Ya cuando los indígenas estuvieran catequizados y hablaran español, podrían empezar a vivir en parroquias y a contribuir con el diezmo, como hacían los peninsulares.
Pero este plan nunca se llevó a cabo, principalmente porque la corona perdió el control de las órdenes regulares tan pronto como los miembros de éstas se embarcaron para América. Por otra parte, protegidos por sus privilegios apostólicos para ayudar a la conversión de los indígenas, los misioneros solamente atendieron a la autoridad de sus priores y provinciales, y no a la de las autoridades españolas ni a las de los obispos. Los provinciales de las órdenes, a su vez, únicamente rendían cuentas a los líderes de su orden y no a la corona; una vez habían establecido una doctrina, protegían sus intereses en ella, incluso en contra de los intereses del rey y de esta forma las doctrinas pasaron a ser pueblos de indios que se quedaron establecidos para todo el resto de la colonia.
Las doctrinas fueron fundadas a discreción de los frailes, ya que tenían libertad completa para establecer comunidades para catequizar a los indígenas, con la esperanza de que estas pasaran con el tiempo a la jurisdicción de una parroquia secular a la que se le pagaría el diezmo; en realidad, lo que ocurrió fue que las doctrinas crecieron sin control y nunca pasaron al control de parroquias. La administración colectiva por parte del grupo de frailes eran la característica más importante de las doctrinas ya que garantizaba la continuación del sistema de la comunidad en caso falleciese uno de los dirigentes.
En 1638, los dominicos separaron a sus grandes doctrinas —que les representaban considerables ingresos económicos— en grupos centrados en sus seis conventos: Los conventos estaban en: la ciudad de Santiago de los Caballeros de Guatemala, Amatitlán, Verapaz, Sonsonate, San Salvador y Sacapulas. Específicamente en la Verapaz, la doctrina abarcaba los poblados de Cahabón, Cobán, Chamelco, San Cristóbal y Tactic.

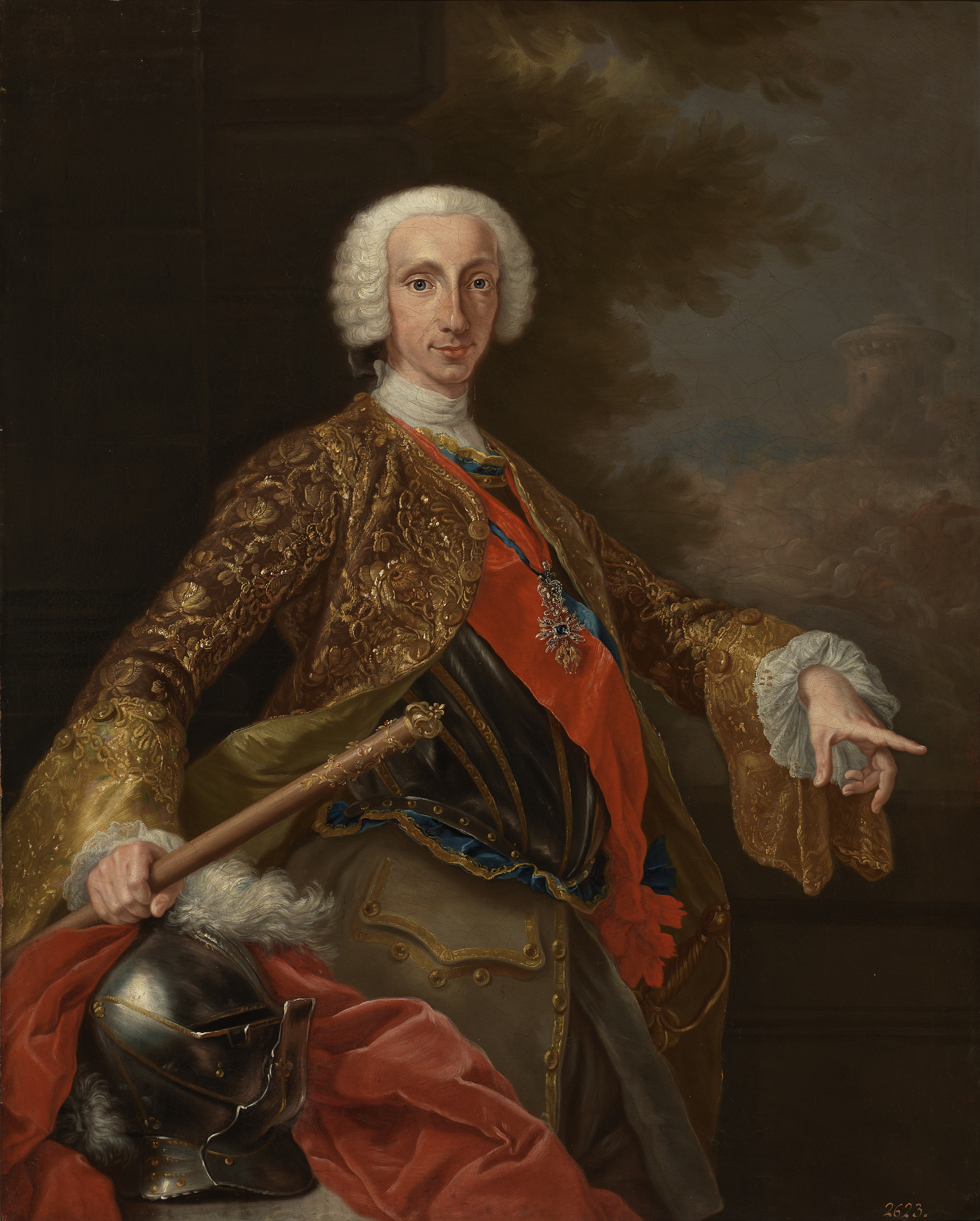
Rey Carlos III de España, promotor de las reformas borbónicas.

En 1754, en virtud de una Real Cédula parte de las Reformas Borbónicas, todos los curatos de las órdenes regulares fueron traspasados al clero secular. En 1765 se publicaron las reformas borbónicas de la Corona española, que pretendían recuperar el poder real sobre las colonias y aumentar la recaudación fiscal. Con estas reformas se crearon los estancos para controlar la producción de las bebidas embriagantes, el tabaco, la pólvora, los naipes y el patio de gallos. La real hacienda subastaba el estanco anualmente y un particular lo compraba, convirtiéndose así en el dueño del monopolio de cierto producto. Ese mismo año se crearon cuatro subdelegaciones de la Real Hacienda en San Salvador, Ciudad Real, Comayagua y León y la estructura político administrativa de la Capitanía General de Guatemala cambió a quince provincias:
Además de esta redistribución administrativa, la Corona española estableció una política tendiente a disminuir el poder de la Iglesia católica, el cual hasta ese momento era prácticamente absoluto sobre los vasallos españoles. Esta política de disminución de poder de la iglesia se basaba en la Ilustración

### Tras la independencia de Centroamérica

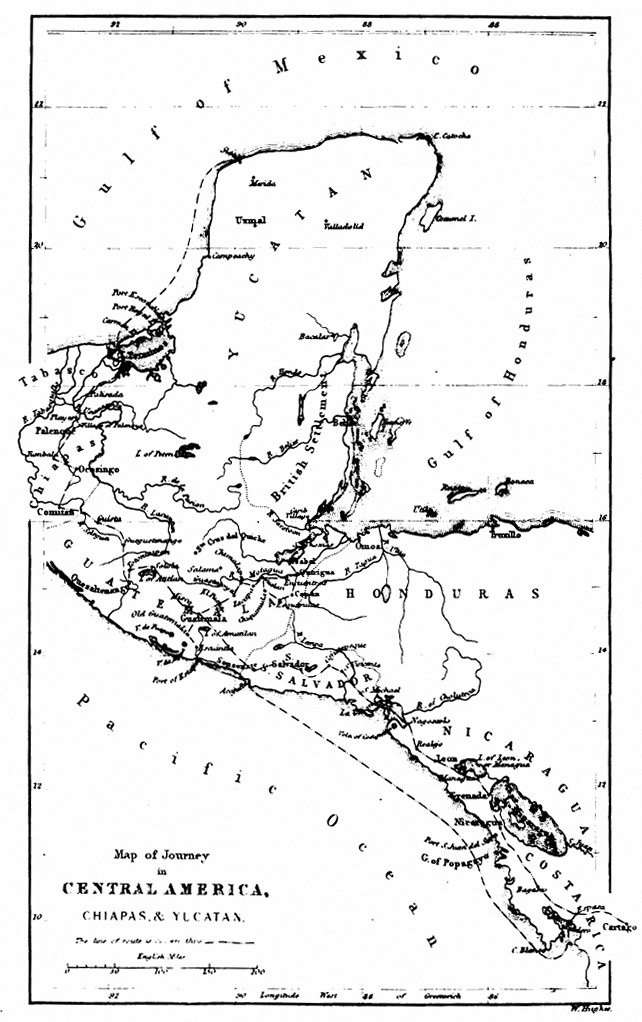
Mapa de Guatemala en 1839, elaborado por el arquitecto británico Frederick Catherwood, quien visitó Guatemala en compañía del explorador estadounidense John Lloyd Stephens en comisión del presidente de los Estados Unidos, Martin Van Buren.

El Estado de Guatemala fue definido de la siguiente forma por la Asamblea Constituyente de dicho estado que emitió la constitución del mismo el 11 de octubre de 1825: «el estado conservará la denominación de Estado de Guatemala y lo forman los pueblos de Guatemala, reunidos en un solo cuerpo.  El estado de Guatemala es soberano, independiente y libre en su gobierno y administración interior.»
Cahabón fue uno de los municipios originales del Estado de Guatemala en 1825; se encontraba en el departamento de Verapaz cuya cabecera era Cobán y tenía a los municipios de Cobán, Cahabón, Tactic, Salamá y Rabinal, además del distrito de Petén.
La constitución del Estado de Guatemala promulgada el 11 de octubre de 1825 también estableció los circuitos para la administración de justicia en el territorio del Estado y menciona que el poblado de Cahabón —llamado entonces Cajavon— era parte del Circuito del mismo nombre en el Distrito N.º 5 (Verapaz) junto con Lanquín.

### La Franja Transversal del Norte
La Franja Transversal del Norte fue creada oficialmente durante el gobierno del general Carlos Arana Osorio en 1970, mediante el Decreto 60-70 en el Congreso de la República, para el establecimiento de desarrollo agrario. Las Zonas de Desarrollo Agrario estaban comprendidas dentro de los municipios: Santa Ana Huista, San Antonio Huista, Nentón, Jacaltenango, San Mateo Ixcatán, y Santa Cruz Barillas en Huehuetenango; Chajul y San Miguel Uspantán en Quiché; Cobán, Chisec, San Pedro Carchá, Lanquín, Senahú, Cahabón y Chahal, en Alta Verapaz y la totalidad del departamento de Izabal.
A mediados de la década de 19170, se descubrió petróleo en la zona y altos oficiales guatemaltecos —incluyendo los expresidentes Fernando Romeo Lucas García y Kjell Eugenio Laugerud García— se convirtieron entonces en grandes terratenientes e inversionistas aprovechando las políticas de traslado de campesinos, acceso a información privilegiada, ampliación del crédito público y grandes proyectos de desarrollo; de hecho, la oficialidad guatemalteca formó el Banco del Ejército, y diversificó sus fondos de pensión.  Pero la presencia del Ejército Guerrillero de los Pobres en el departamento de Quiché, especialmente en la región petrolera de Ixcán, hizo que la guerra civil se recrudeciera en el área y los proyectos no se llevaran a cabo.  La región quedó en un parcial abandono hasta 2008, que se inició la construcción de la carretera en la franja.

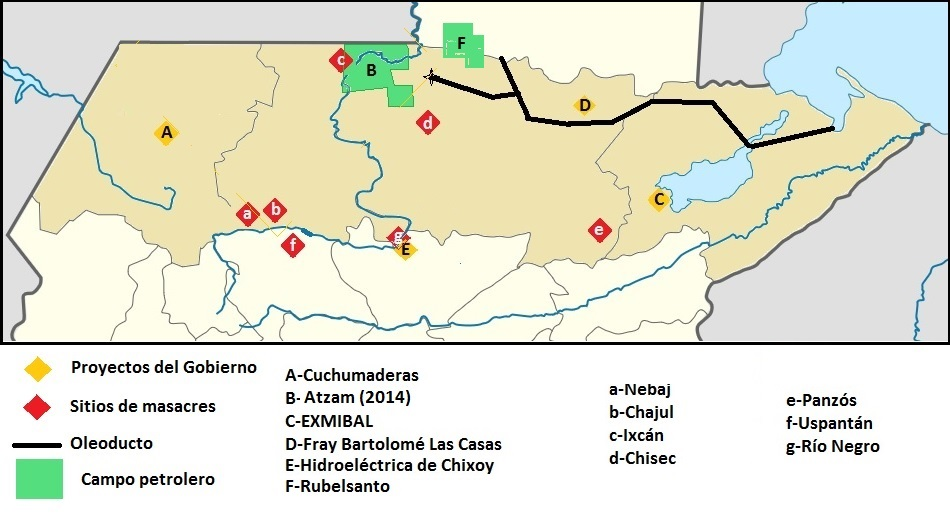
Ubicación de proyectos gubernamentales y de masacres en el área de la Franja Transversal del Norte. Obsérvese el campo petrolero de Atzam que se encuentra operativo en Ixcán.

## Deportes
El municipio tiene un club deportivo de fútbol llamado Deportivo Cahabón que juega en el estadio Santa María. Y está en la tercera división.